# Mezey Sándor (építész)
Mezey Sándor (Kecskemét, 1860. május 23. – Budapest, 1927. március 13.) magyar építész.

## Életrajza
Mezei Jakab és Schweiger Cecília fiaként született. A Bécsi Képzőművészeti Akadémián folytatott tanulmányokat Friedrich von Schmidt tanítványaként, majd jelentősebb időn át tanulmányi utazásokat tett Németországban, Angliában, Franciaországban és Belgiumban. Úti vázlatait az Építőipar című folyóiratban adta közre (1896, 1897, 1900).
Ezt követően, hazatérve kezdte el építészi tervező munkásságát, de ezzel párhuzamosan a MÁV műszaki felügyelője is volt.
Több kórházépületet Hübner Jenővel közösen tervezett.

## Ismert épületei

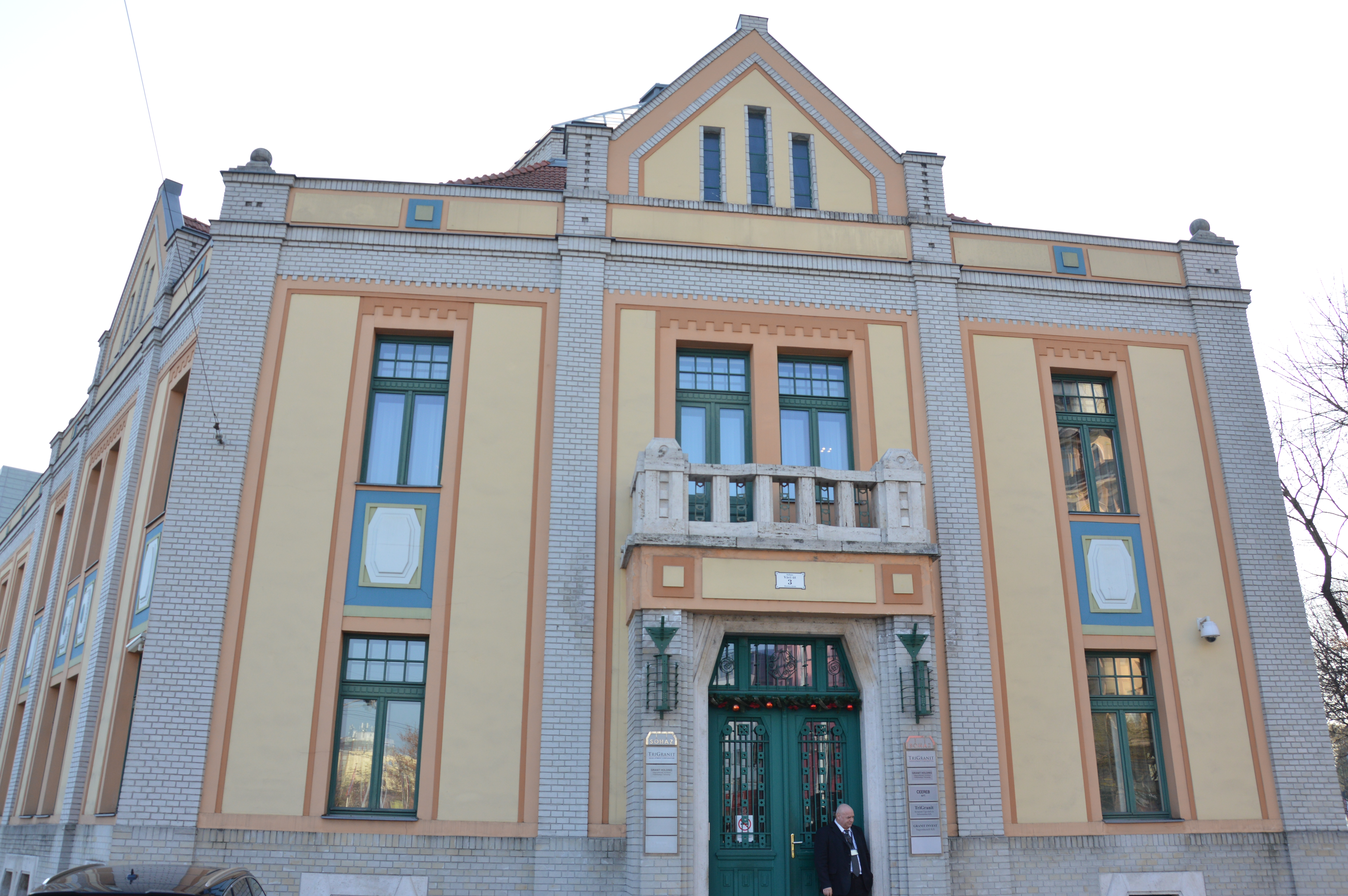
Sóház, Budapest

- 1896–1897: Dr. Kenessey Albert Kórház – Rendelőintézet (Hübner Jenővel közösen), Balassagyarmat, Rákóczi u. 125-127.[7]
- 1900: Fischer-ház, Budapest, Jósika u. 25.[6][8]
- 1903 k.: Malomszögi-kastély, Érsekújvár[9]
- 1906: Balassa-villa, Budapest, Rezső tér 2.[6][10]
- 1916: Sóház, Budapest, Váci út 3.[11]

### Tervben maradt épületek
- 1905: Török-bankház, Budapest (Sebestyén Artúrral közös munka)[6]